# Distretto di San Antonio de Cusicancha
Il distretto di San Antonio de Cusicancha è uno dei sedici distretti della provincia di Huaytará, in Perù. Si trova nella regione di Huancavelica e si estende su una superficie di 255.86 chilometri quadrati.